# Article 111 de la Constitution belge
L'article 111 de la Constitution belge fait partie du titre III Des pouvoirs. Il traite du droit de grâce du Roi envers les ministres communautaires et régionaux.
Il date du 7 février 1831 et était à l'origine — sous l'ancienne numérotation — l'article 91. Il a été révisé lors de la quatrième réforme de l'État.

## Texte
« Le Roi ne peut faire grâce aux ministres ou au membre d'un Gouvernement de communauté ou de région condamné par la Cour de cassation, que sur la demande de la Chambre des représentants ou du Parlement concerné. »

## Application
À la suite de la révision des articles 103 et 125 en 1998, ce n'est plus la Cour de cassation mais la Cour d'appel qui juge les ministres. Mais l'article ne pouvait être révisé.